# 103 a.C.
Il 103 a.C. (CIII a.C. in numeri romani) è un anno  del II secolo a.C.

## Eventi
- In Celesiria e Giudea inizia la guerra degli scettri, tra Tolomeo IX, Alessandro Ianneo, Cleopatra III e Tolomeo X.

## Nati
- Quinto Cecilio Metello Celere, politico romano († 59 a.C.)
- Marco Tullio Tirone, scrittore romano († 4 a.C.)

## Morti
- Aristobulo I, sovrano e sacerdote ebreo antico
- Lucio Aurelio Oreste, politico romano